# Aspredinichthys filamentosus
Aspredinichthys filamentosus és una espècie de peix de la família dels aspredínids i de l'ordre dels siluriformes.
Adult, pot atènyer fins a 21,8 cm de longitud total. La reproducció té lloc a l'abril i el juny. És un peix demersal i de clima tropical. Es troba a Sud-amèrica: rius costaners i aigües marines entre Veneçuela i el Brasil.